# 上卡姆揚卡
上卡姆揚卡（烏克蘭語：Верхньокам'янка），是烏克蘭東部盧甘斯克州北頓涅茨克區利西昌斯克市镇内的村落，面積2.94平方公里，海拔高度181米，2001年人口205，人口密度每平方公里69.8人。
該村的重要性來自作為利西昌斯克煉油廠的所在地。2022年俄羅斯入侵烏克蘭時，這村在利西昌斯克戰役中被遭到炮擊，並隨後被俄軍奪下。